# Beit Kraków

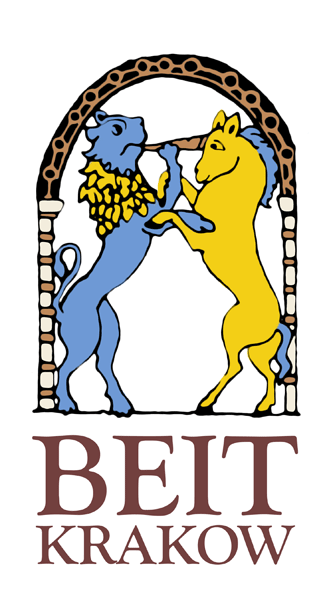
Logo Beit Kraków

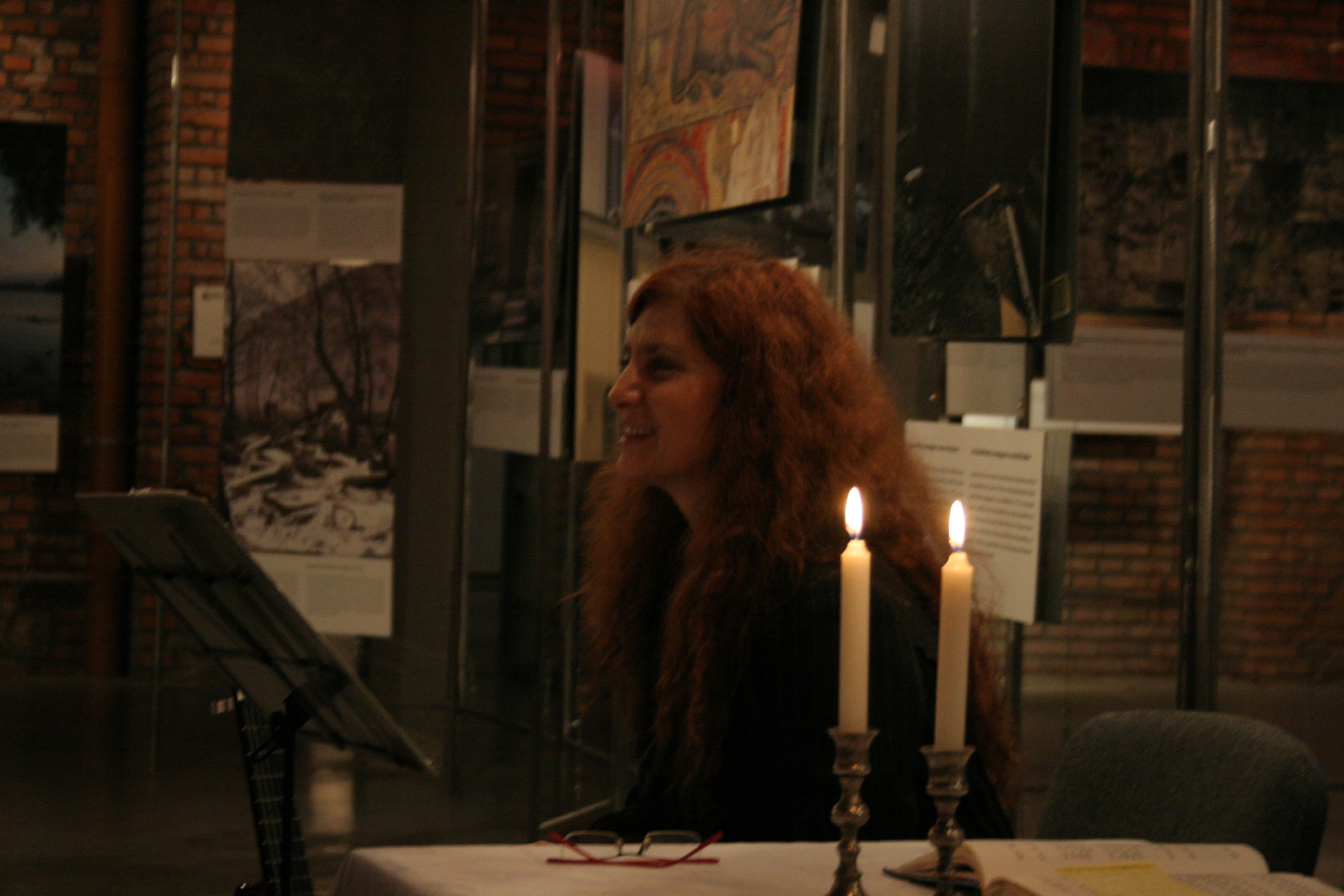
Rabin Tanya Segal podczas szabatu w Żydowskim Muzeum Galicia, 2009

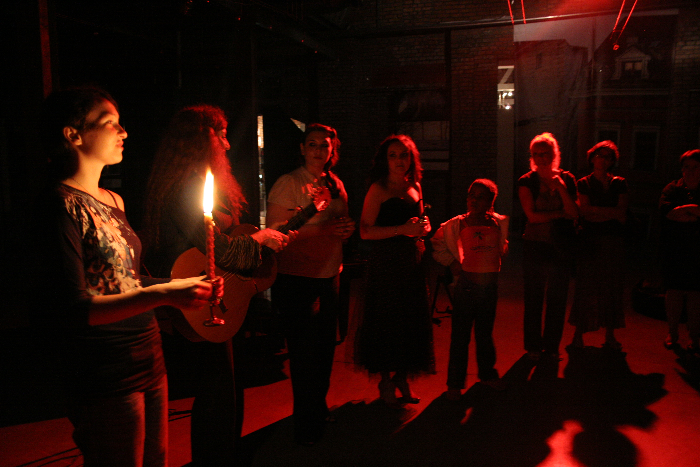
Hawdala w Żydowskim Muzeum Galicia podczas Festiwalu Kultury Żydowskiej w Krakowie, 2009

Beit Kraków (z hebr.: dom) - organizacja zarejestrowana w 2009, działającą w nurcie judaizmu reformowanego. Jest ona niezależna od Związku Postępowych Gmin Żydowskich-Beit Polska. Prowadzi różnorodną ofertę programów edukacyjnych, religijnych i kulturalnych. Z uwagi na obecność w społeczności wielu artystów, duży nacisk jest kładziony na poznawanie żydowskiej tradycji również poprzez sztukę. Przewodnikiem duchowym od 2009 roku jest rabin Tanja Segal, pierwsza kobieta rabin w Polsce.

## Edukacja
Na repertuar programów edukacyjnych składają się różne zajęcia, wśród nich np. lekcje języka hebrajskiego prowadzone są przez native-speakerów. Dużym powodzeniem cieszą się także zajęcia Wstęp do judaizmu. Celem tych zajęć jest poszerzenie i usystematyzowanie wiedzy związanej z religią i kulturą żydowską - także z punktu widzenia ruchu reformowanego.

## Programy religijne
Beit Kraków organizuje regularne, cotygodniowe obchody szabatów i świąt żydowskich. Odbywają się też Hawdale i Szachrity. Członkowie społeczności przygotowują też wspólnie reformowany Sidur hebrajsko-polsko-angielski, zawierający tłumaczenia, transliteracje oraz ilustracje wykonane przez członków Beit Kraków. Istnieje też możliwość konwersji na judaizm.

## Programy kulturalne
Przy współpracy artystów skupionych wokół Beit Kraków powstało przedstawienia pt. Tajemnice Mojej Babci. Traktuje ono o problemie poszukiwania własnej tożsamości, a oparte jest na prawdziwych historiach członków organizacji oraz midraszu Eicha z Księgi Zohar. Reżyserem sztuki była rabin Tanja Segal (która jest również absolwentką Moskiewskiej Akademii Teatralnej). Autorem scenografii był Agata Nowak. Przedstawienie powstało w ramach projektu, Teatr Midraszowy, będącego połączeniem studiowania klasycznych źródeł żydowskich z ich twórczą interpretacją (np. poprzez teatr, muzykę, sztukę itp).